# Municipio de Tontitown
El municipio de Tontitown (en inglés: Tontitown Township) es un municipio ubicado en el condado de Washington en el estado estadounidense de Arkansas. En el año 2010 tenía una población de 2591 habitantes y una densidad poblacional de 52,43 personas por km².

## Geografía
El municipio de Tontitown se encuentra ubicado en las coordenadas 36°10′6″N 94°14′31″O / 36.16833, -94.24194. Según la Oficina del Censo de los Estados Unidos, el municipio tiene una superficie total de 49.42 km², de la cual 49.04 km² corresponden a tierra firme y (0.78%) 0.38 km² es agua.

## Demografía
Según el censo de 2010, había 2591 personas residiendo en el municipio de Tontitown. La densidad de población era de 52,43 hab./km². De los 2591 habitantes, el municipio de Tontitown estaba compuesto por el 92.67% blancos, el 0.31% eran afroamericanos, el 0.54% eran amerindios, el 0.54% eran asiáticos, el 0.04% eran isleños del Pacífico, el 3.55% eran de otras razas y el 2.35% pertenecían a dos o más razas. Del total de la población el 5.91% eran hispanos o latinos de cualquier raza.